# Laura Pous i Tió

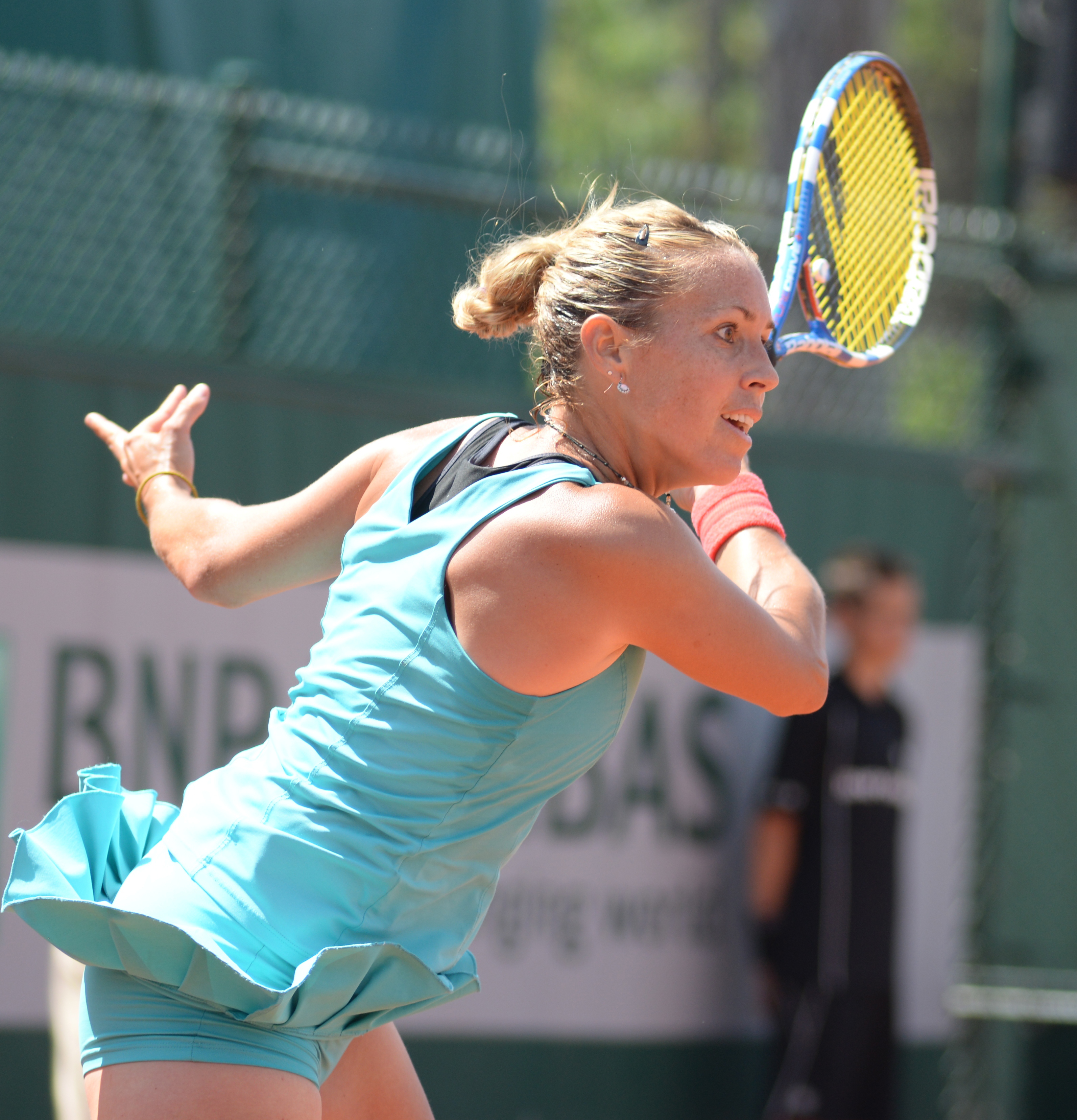
Laura Pous

Laura Pous i Tió (Granollers, 1 d'octubre de 1984) és una tennista professional catalana retirada.
El 30 de gener de l'any 2012 va arribar al 72è lloc en el rànquing de la WTA, el més alt de la seva carrera. El seu major èxit fou la medalla d'or als Jocs del Mediterrani de 2005 després de vèncer en la final a la mallorquina Núria Llagostera i Vives. Va guanyar un total de 20 títols del circuit ITF i nou més en la modalitat de dobles femenins.

## Carrera esportiva
El 19 de juny de 2007 va donar positiu en una anàlisi antidopatge durant la fase prèvia del torneig de Wimbledon, on es van detectar hidroclorotiazida i amiloride, dues substàncies que deriven de l'ús d'un medicament per aprimar-se. La sanció imposada fou de dos anys que mitjançant recursos fou rebaixada set mesos. El 2009 va tornar a començar de zero a causa de no tenir rànquing, ràpidament va aconseguir bons resultats en torneigs ITF que li van permetre accedir a les fases prèvies de torneigs WTA amb l'objectiu d'assentar-se en el circuit. Al febrer de 2010, a Acapulco va arribar a quarts de final on va perdre davant Venus Williams que posteriorment en fou la campiona. Durant el 2011 va entrar en el quadre principal de diversos torneigs però només a Barcelona va aconseguir un bon resultat perdent a semifinals davant Roberta Vinci. En categoria de dobles fou finalista junt a la canadenca Sharon Fichman en el torneig de Bogotà.
Després de la seva retirada, va esdevenir directora del torneig Catalonia Open (WTA 125), inaugurat l'any 2023 a Reus.

## Palmarès

### Individual: 1 (0−1)
| Llegenda                                  |
| ----------------------------------------- |
| Grand Slam (0−0)                          |
| WTA Tour Championships / WTA Finals (0−0) |
| Premier Mandatory (0−0)                   |
| Premier 5 (0−0)                           |
| Premier (0−0)                             |
| International (0−1)                       |

| Títols per superfície |
| --------------------- |
| Dura (0−0)            |
| Gespa (0−0)           |
| Terra batuda (0−1)    |

| Resultat  | Núm. | Data               | Torneig     | Superfície   | Oponent      | Marcador |
| --------- | ---- | ------------------ | ----------- | ------------ | ------------ | -------- |
| Finalista | 1.   | 28 d'abril de 2012 | Fes, Marroc | Terra batuda | Kiki Bertens | 5−7, 0−6 |

### Dobles femenins: 1 (0−1)
| Llegenda                                  |
| ----------------------------------------- |
| Grand Slam (0−0)                          |
| WTA Tour Championships / WTA Finals (0−0) |
| Premier Mandatory (0−0)                   |
| Premier 5 (0−0)                           |
| Premier (0−0)                             |
| International (0−1)                       |

| Títols per superfície |
| --------------------- |
| Dura (0−0)            |
| Gespa (0−0)           |
| Terra batuda (0−1)    |

| Resultat  | Núm. | Data                 | Torneig          | Superfície   | Parella        | Oponents                              | Marcador            |
| --------- | ---- | -------------------- | ---------------- | ------------ | -------------- | ------------------------------------- | ------------------- |
| Finalista | 1.   | 19 de febrer de 2011 | Bogotà, Colòmbia | Terra batuda | Sharon Fichman | E. Gallovits-Hall A. Medina Garrigues | 6−2, 6−7(6), [9−11] |

### Circuit ITF

#### Individual: 31 (20–11)
| Circuit ITF             |
| ----------------------- |
| Torneigs 100.000$ (0−2) |
| Torneigs 75.000$ (1−0)  |
| Torneigs 50.000$ (1−3)  |
| Torneigs 25.000$ (7−2)  |
| Torneigs 15.000$ (0−0)  |
| Torneigs 10.000$ (11−4) |

| Títols per superfície |
| --------------------- |
| Dura (2−3)            |
| Gespa (0−0)           |
| Terra batuda (18−8)   |

| Resultat   | Núm. | Data                   | Torneig              | Superfície   | Oponent              | Marcador         |
| ---------- | ---- | ---------------------- | -------------------- | ------------ | -------------------- | ---------------- |
| Finalista  | 1.   | 6 de juliol de 2003    | Camargo, Espanya     | Terra batuda | S. Mediano Álvarez   | 6−3, 3−6, 1−6    |
| Guanyadora | 1.   | 26 d'octubre de 2003   | Sevilla, Espanya     | Terra batuda | A. González Peñas    | 6−2, 3−6, 6−3    |
| Guanyadora | 2.   | 15 de febrer de 2004   | Palma, Espanya       | Terra batuda | Ana Timotić          | 4−6, 6−3, 6−0    |
| Guanyadora | 3.   | 28 de febrer de 2004   | Las Palmas, Espanya  | Terra batuda | Núria Roig Tost      | 5−7, 6−2, 7−6(3) |
| Finalista  | 2.   | 18 d'abril de 2004     | Biarritz, França     | Terra batuda | Bahia Mouhtassine    | 4−6, 6−7(4)      |
| Finalista  | 3.   | 1 de maig de 2004      | Coatzacoalcos, Mèxic | Dura         | Jessica Kirkland     | 0−6, 4−6         |
| Guanyadora | 4.   | 24 d'octubre de 2004   | Sevilla (2)          | Terra batuda | Kira Nagy            | 7−5, 6−1         |
| Guanyadora | 5.   | 21 de novembre de 2004 | Barcelona, Espanya   | Terra batuda | Tsvetana Pirònkova   | 4−6, 7−5, 6−2    |
| Guanyadora | 6.   | 1 de maig de 2005      | Canha de Mar, França | Terra batuda | Ekaterina Bychkova   | 7−6(4), 6−4      |
| Guanyadora | 7.   | 10 de juliol de 2005   | Cuneo, Itàlia        | Terra batuda | C. Martínez Granados | 6−3, 6−2         |
| Finalista  | 4.   | 17 de maig de 2009     | Ain Sukhna, Egipte   | Terra batuda | Galina Fokina        | 6−7(2), 5−7      |
| Guanyadora | 8.   | 24 de maig de 2009     | Ain Sukhna           | Terra batuda | Zuzana Linhova       | 6−1, 6−2         |
| Finalista  | 5.   | 15 de novembre de 2009 | Palma                | Terra batuda | Martina Di Giuseppe  | 3−6, 3−6         |
| Guanyadora | 9.   | 13 de desembre de 2009 | Benicarló, Espanya   | Terra batuda | L. Costas Moreira    | 6−1, 6−1         |
| Finalista  | 6.   | 6 de juny de 2010      | Maribor, Eslovènia   | Terra batuda | Zhang Shuai          | 3−6, 6−3, 3−6    |
| Guanyadora | 10.  | 25 de setembre de 2010 | Foggia, Itàlia       | Terra batuda | M.T. Torró Flor      | 3−6, 6−3, 6−4    |
| Finalista  | 7.   | 3 d'octubre de 2010    | Atenes, Grècia       | Dura         | Eleni Daniilidou     | 4−6, 1−6         |
| Finalista  | 8.   | 13 de febrer de 2011   | Cali, Colòmbia       | Terra batuda | Irina-Camelia Begu   | 3−6, 6−7(1)      |
| Finalista  | 9.   | 22 de juliol de 2011   | Bucarest, Romania    | Terra batuda | Irina-Camelia Begu   | 3−6, 5−7         |
| Guanyadora | 11.  | 11 de novembre de 2012 | Benicarló (2)        | Terra batuda | Dinah Pfizenmaier    | 6−4, 6−1         |
| Guanyadora | 12.  | 24 de maig de 2013     | Casablanca, Marroc   | Terra batuda | Sandra Zaniewska     | 6−3, 6−0         |
| Finalista  | 10.  | 26 de gener de 2014    | Tinajo, Espanya      | Dura         | Claudia Giovine      | 3−6, 6−0, 2−6    |
| Guanyadora | 13.  | 2 de febrer de 2014    | Tinajo               | Dura         | Natasha Fourouclas   | 6−0, 6−3         |
| Guanyadora | 14.  | 9 de febrer de 2014    | Tinajo (2)           | Dura         | Anna Remondina       | 6−3, 3−6, 6−2    |
| Guanyadora | 15.  | 13 de juliol de 2014   | Getxo, Espanya       | Terra batuda | Olga Sáez Larra      | 6−7(4), 6−3, 7−5 |
| Guanyadora | 16.  | 27 de juliol de 2014   | Valladolid, Espanya  | Terra batuda | Oceane Dodin         | 4−6, 7−5, 6−2    |
| Guanyadora | 17.  | 2 d'agost de 2014      | Rovereto, Itàlia     | Terra batuda | Lisa Sabino          | 6−2, 4−6, 6−1    |
| Guanyadora | 18.  | 9 d'agost de 2014      | Viena, Àustria       | Terra batuda | Gabriela Pantuckova  | 6−7(6), 6−3, 6−1 |
| Guanyadora | 19.  | 28 de setembre de 2014 | Ciudad Juárez, Mèxic | Terra batuda | L. Domínguez Lino    | 6−4, 6−1         |
| Guanyadora | 20.  | 14 de febrer 2015      | São Paulo, Brasil    | Terra batuda | Andreea Mitu         | 6−2, 6−2         |
| Finalista  | 11.  | 2 de juliol de 2016    | Roma, Itàlia         | Terra batuda | S. Soler Espinosa    | 6−2, 4−6, 5−7    |

#### Dobles femenins: 14 (9–5)
| Circuit ITF             |
| ----------------------- |
| Torneigs 100.000$ (1−0) |
| Torneigs 75.000$ (0−1)  |
| Torneigs 50.000$ (2−1)  |
| Torneigs 25.000$ (3−2)  |
| Torneigs 15.000$ (0−0)  |
| Torneigs 10.000$ (3−1)  |

| Títols per superfície |
| --------------------- |
| Dura (0−2)            |
| Gespa (0−0)           |
| Terra batuda (9−3)    |

| Resultat   | Núm. | Data                   | Torneig               | Superfície   | Parella                  | Oponents                             | Marcador         |
| ---------- | ---- | ---------------------- | --------------------- | ------------ | ------------------------ | ------------------------------------ | ---------------- |
| Finalista  | 1.   | 15 de febrer de 2004   | Palma, Espanya        | Terra batuda | Lourdes Domínguez Lino   | Ana Timotić R.M. Andrés Rodríguez    | 6−3, 4−6, 4−6    |
| Finalista  | 2.   | 26 d'abril de 2004     | Coatzacoalcos, Mèxic  | Dura         | Lourdes Domínguez Lino   | Soledad Esperón Flavia Mignola       | 0−6, 1−6         |
| Guanyadora | 1.   | 19 d'octubre de 2004   | Sevilla, Espanya      | Terra batuda | Lourdes Domínguez Lino   | Kira Nagy Virág Németh               | 6−2, 6−3         |
| Guanyadora | 2.   | 14 de novembre de 2004 | Barcelona, Espanya    | Terra batuda | Lourdes Domínguez Lino   | Nina Bratchikova Ekaterina Kozhokina | 6−4, 7−6(4)      |
| Guanyadora | 3.   | 30 de juny de 2007     | Getxo, Espanya        | Terra batuda | Núria Llagostera i Vives | C. Martínez Granados M.E. Salerni    | 6−2, 6−1         |
| Guanyadora | 4.   | 11 de maig de 2009     | Ain Sukhna, Egipte    | Terra batuda | Yasmin Ebada             | Galina Fokina Anna Morgina           | 6−4, 2−6, [10−5] |
| Guanyadora | 5.   | 15 de novembre de 2009 | Palma                 | Terra batuda | Romina Oprandi           | L. Costas-Moreira I. Ferrer Suárez   | 7−6(5), 6−2      |
| Guanyadora | 6.   | 13 de desembre de 2009 | Benicarló, Espanya    | Terra batuda | Romina Oprandi           | Alexandra Cadanțu Diana Enache       | 6−4, 6−3         |
| Finalista  | 3.   | 8 de febrer de 2010    | Cali, Colòmbia        | Terra batuda | Estrella Cabeza Candela  | E. Gallovits-Hall Polona Hercog      | 6−3, 3−6, [8−10] |
| Finalista  | 4.   | 20 de setembre de 2010 | Foggia, Itàlia        | Terra batuda | Estrella Cabeza Candela  | María Irigoyen Florencia Molinero    | 2−6, 2−6         |
| Finalista  | 5.   | 18 d'octubre de 2010   | Sant Rafèu, França    | Dura (i)     | Estrella Cabeza Candela  | Sandra Klemenschits Tatjana Maria    | 2−6, 4−6         |
| Guanyadora | 7.   | 6 de juliol de 2015    | Bursa, Turquia        | Terra batuda | Marina Melnikova         | Sofia Shapatava A. Vasylyeva         | 6−4, 6−4         |
| Guanyadora | 8.   | 6 de juny de 2016      | Essen, Alemanya       | Terra batuda | Anne Schäfer             | Elyne Boeykens E.G. Ruse             | 6–2, 6–3         |
| Guanyadora | 9.   | 10 de juliol de 2016   | Contrexéville, França | Terra batuda | Cindy Burger             | Nicole Melichar Renata Voráčová      | 6–1, 6–3         |

## Trajectòria

### Individual
| Open d'Austràlia | A   | Q1 | 1R | 1R  | A | A   | A   | 1R | 1R  | A   | A   | A   | Q1  | 0 / 4 | 0 − 4 |
| Roland Garros | A   | Q2 | 1R | Q3  | A | A   | Q1  | 1R | 1R  | A   | A   | Q3  | Q1  | 0 / 3 | 0 − 3 |
| Wimbledon | A   | Q2 | 1R | Q1  | A | A   | Q1  | 1R | 1R  | A   | A   | Q1  | A   | 0 / 3 | 0 − 3 |
| US Open | Q3  | 1R | Q3 | A   | A | A   | Q1  | 2R | Q1  | A   | A   | Q2  | A   | 0 / 2 | 1 − 2 |
| Rànquing a final d'any | 155 | 82 | 98 | 164 | – | 719 | 108 | 75 | 166 | 269 | 229 | 200 | 285 |       |       |
| Llegenda: G: Guanyadora; F: Finalista; SF: Semifinalista; QF: Quarts de final; Q: Qualificació; A: Absent; RR: Round Robin |     |    |    |     |   |     |     |    |     |     |     |     |     |       |       |

### Dobles femenins
| Open d'Austràlia | A   | 1R  | A   |  | A   | 0 / 1 | 0 − 1 |
| Roland Garros | A   | A   | A   |  | 2R  | 0 / 1 | 1 − 1 |
| Wimbledon | Q1  | A   | A   |  | 1R  | 0 / 1 | 0 − 1 |
| US Open | 1R  | A   | A   |  | 1R  | 0 / 2 | 0 − 2 |
| Rànquing a final d'any | 241 | 277 | 210 |  | 136 |       |       |
| Llegenda: G: Guanyadora; F: Finalista; SF: Semifinalista; QF: Quarts de final; Q: Qualificació; A: Absent; RR: Round Robin |     |     |     |  |     |       |       |